# Монфорте Сан Джорджо
Монфо̀рте Сан Джо̀рджо (на италиански: Monforte San Giorgio; на сицилиански: Munfotti, Мунфоти) е малко градче и община в Южна Италия, провинция Месина, автономен регион и остров Сицилия. Разположено е на 287 m надморска височина. Населението на общината е 2867 души (към 2012 г.).